# أولوف أشبرغ
أولوف أشبرغ Olof Aschberg (1877-1960) مصرفي ورجل أعمال سويدي. كان ذا نزعة يسارية، وساعد في تمويل البلاشفة في روسيا. وكرد للجميل سمحت الحكومة البلشفية لأشبرغ بالقيام بأعمال تجارية مع الاتحاد السوفيتي خلال العشرينيات. ثم أصبح أشبرغ رئيسا لبنك روسكومبانك أول بنك سوفيتي دولي. ويعتبر من الشخصيات البارزة في إطار العلاقة المالية مع الاتحاد السوفييتي في العشرينيات.

## روابط خارجية
- أولوف أشبرغ على موقع مونزينجر (الألمانية)